# Autoba longiplaga
Autoba longiplaga är en fjärilsart som beskrevs av W. Warren 1913. Autoba longiplaga ingår i släktet Autoba och familjen nattflyn. Inga underarter finns listade i Catalogue of Life.